# Franz von Weyrother
Franz von Weyrother (* 1755 in Wien; † 16. Februar 1806 ebenda) war ein österreichischer General und Feldherr. Ihm wurde die Niederlage in der Schlacht von Austerlitz angelastet. 

## Biographie
Weyrother wurde 1775 Kadett im österreichischen Infanterie-Regiment 22 „Lacy“ und 1778 zum Unterleutnant befördert. 1789 erhielt er die Beförderung zum Hauptmann für „Tapferkeit vor dem Feind“ während des österreichisch-osmanischen Krieges. 1794 war er  Generaladjutant  des Gouverneurs der Festung Mainz während des Ersten Koalitionskrieges. 
Im September 1796 wurde er mit Feldmarschall Wurmser nach Norditalien berufen, um die von den Franzosen belagerte Festung Mantua zu entsetzen. Im Oktober 1796 wurde er Generalstabschef der neuen Entsatzarmee, welche Feldzeugmeister Alvinczy nach Italien führte. Der versuchte Entsatz von Mantua scheiterte in der Schlacht von Arcole (15.–17. November 1796) und führte nach einer weiteren Niederlage gegen Bonaparte bei Rivoli im Februar 1797 zur Kapitulation der Festung. 1797 folgte Weyrothers Beförderung zum Oberstleutnant. 
Während des Zweiten Koalitionskrieges diente er 1799 als Stabschef der Italienarmee unter General Kray, dabei nahm er an den Schlachten bei Legnago (26. März) und Magnano (5. April) teil. Nach der Ankunft der Russen unter Marschall Suworow in Norditalien wurde Weyrother Verbindungsoffizier zum russischen Generalstab, dabei hatte er Anteil am Erfolg in der Schlacht bei Novi (15. August). Danach war er verantwortlich für die Ausarbeitung der Marschroute des legendären Alpenmarsches Suworows.
1800 folgte die Beförderung zum Oberst und Quartiermeister der österreichischen Hauptstreitmacht in Bayern, hier Teilnahme an der Schlacht von Hohenlinden. 1805 war er Generalmajor und Stabschef im Hauptquartier des russischen Generals Kutusow, und Hauptverantwortlicher für die militärische Planung der Schlacht von Austerlitz, danach erfolgte der Rückzug ins Privatleben.

## Beurteilung
Franz von Weyrother war ein Soldat mit einer steilen Karriere, der durchaus mit der militärischen Planung und Praxis vertraut war. Sein genereller Plan zur Schlacht von Austerlitz war vielleicht nicht brillant, schlecht war er dennoch nicht. Er sah vor, dass das Koalitionsheer vom Pratzenberg in die Senke des Goldbachs marschiert, die französische Armee nach Norden abdrängt und sie damit vom Rückzug abschneidet. Napoleons Plan war nur einfach besser und dessen Taktik war intelligenter, hinzu kamen schlicht Verständigungsschwierigkeiten zwischen den verbündeten Österreichern und Russen.
Ob von Weyrother tatsächlich jedoch der Hauptverantwortliche für den eigentlich verfrühten Angriff der Verbündeten war, lässt sich heute nicht mehr einwandfrei rekonstruieren. Aus der Nachsicht scheint es so, als sei von Weyrother das Bauernopfer, das die militärische Unfähigkeit seines Generalissimus, des Zaren Alexander I., vertuschen sollte.